# Ona fyr
Das Ona fyr ist ein Leuchtfeuer auf der gleichnamigen Insel Ona in der Kommune Ålesund. Er liegt westlich der Stadt Molde im Fylke Møre og Romsdal. Der 14,7 m hohe, rot gestrichene Gusseisenturm steht auf einer Anhöhe in der kleinen Fischersiedlung Ona. Zum Ona fyr gehört ein Nebenfeuer mit einem neuen Maschinenhaus. Etwas abseits des Leutturms bilden das Wohnhaus und Wirtschaftsgebäude einen Hof. Bootshaus und Anlegestelle des Leutfeuers befinden sich am Hafen.
Das Leuchtfeuer ist in staatlichem Besitz, die zugehörigen Gebäude sind in Privatbesitz. Die Station steht unter Denkmalschutz und wurde zudem zum Vogelschutzgebiet erklärt.